# Liste der Kulturdenkmäler in Herbstein
Die folgende Liste enthält die in der Denkmaltopographie ausgewiesenen Kulturdenkmäler auf dem Gebiet  der  Stadt Herbstein, Vogelsbergkreis, Hessen.
Hinweis: Die Reihenfolge der Denkmäler in dieser Liste orientiert sich zunächst an Stadtteilen und anschließend der Anschrift, alternativ ist sie auch nach der Bezeichnung, der vom Landesamt für Denkmalpflege vergebenen Nummer oder der Bauzeit sortierbar.
Kulturdenkmäler werden fortlaufend im Denkmalverzeichnis des Landes Hessen durch das Landesamt für Denkmalpflege Hessen auf Basis des Hessischen Denkmalschutzgesetzes (HDSchG) geführt. Die Schutzwürdigkeit eines Kulturdenkmals hängt nicht von der Eintragung in das Denkmalverzeichnis des Landes Hessen oder der Veröffentlichung in der Denkmaltopographie ab.

Die bisher bekannten Bau- und Kunstdenkmäler hat das Landesamt für Denkmalpflege Hessen in sogenannten Arbeitslisten erfasst. Den Arbeitslisten liegen Erkenntnisse aus Akten, Ortsbegehungen und Denkmalinventaren, jedoch keine neuere systematische Forschung, zugrunde. Die Benehmensherstellung mit der Gemeinde gemäß § 11 Abs. 1 HDSchG ist noch nicht erfolgt.
Das Vorhandensein oder Fehlen eines Objekts in dieser Liste ist keine rechtsverbindliche Auskunft darüber, ob es Kulturdenkmal ist oder nicht: Diese Liste entspricht möglicherweise nicht dem aktuellen Stand der offiziellen Denkmaltopographie. Diese ist für Hessen in den entsprechenden Bänden der Denkmaltopographie Bundesrepublik Deutschland und im Internet unter DenkXweb – Kulturdenkmäler in Hessen einsehbar. Auch diese Quellen sind, obwohl sie durch das Landesamt für Denkmalpflege Hessen aktualisiert werden, nicht immer aktuell, da es im Denkmalbestand immer wieder Änderungen gibt.
Eine verbindliche Auskunft erteilt allein das Landesamt für Denkmalpflege Hessen.
Nutze diese Kartenansicht, um Koordinaten in der Liste zu setzen. In dieser Kartenansicht sind Kulturdenkmale ohne Koordinaten mit einem roten bzw. orangen Marker dargestellt und können in der Karte gesetzt werden. Kulturdenkmale ohne Bild sind mit einem blauen bzw. roten Marker gekennzeichnet, Kulturdenkmale mit Bild mit einem grünen bzw. orangen Marker.

## Kulturdenkmäler nach Stadtteilen

### Altenschlirf
| Bild            | Bezeichnung                                                       | Lage                                                            | Beschreibung | Bauzeit | Objekt-Nr. |
| --------------- | ----------------------------------------------------------------- | --------------------------------------------------------------- | ------------ | ------- | ---------- |
| Bild gesucht BW | Gesamtanlage Altenschlirf                                         | Lage                                                            |              |         | 124174 DDB |
| Bild gesucht BW | Brücke über die Altfell                                           | Altfell (Gewann II - Hauptstraße) LageFlur: 1, Flurstück: 222/7 |              |         | 122565 DDB |
| weitere Bilder  | Evangelische Kirche                                               | An der Kirche 5, An der Kirche LageFlur: 1, Flurstück: 2, 225/3 |              |         | 122564 DDB |
| Bild gesucht BW | Alte Schule                                                       | An der Kirche 7 LageFlur: 1, Flurstück: 1                       |              |         | 122528 DDB |
| Bild gesucht BW |                                                                   | Hauptstraße 7 LageFlur: 1, Flurstück: 198                       |              |         | 122566 DDB |
| Bild gesucht BW |                                                                   | Hauptstraße 23 LageFlur: 1, Flurstück: 5/3                      |              |         | 122567 DDB |
| Bild gesucht BW |                                                                   | Hauptstraße 26 LageFlur: 1, Flurstück: 124/1                    |              |         | 122568 DDB |
| Bild gesucht BW | Ehemalige Schule                                                  | Hauptstraße 30 LageFlur: 1, Flurstück: 118/4                    |              |         | 122569 DDB |
| Bild gesucht BW |                                                                   | Hauptstraße 31 LageFlur: 1, Flurstück: 141                      |              |         | 122570 DDB |
| Bild gesucht BW |                                                                   | Hauptstraße 32 LageFlur: 1, Flurstück: 117/2                    |              |         | 124087 DDB |
| Bild gesucht BW |                                                                   | Hauptstraße 33 LageFlur: 1, Flurstück: 143                      |              |         | 123808 DDB |
| Bild gesucht BW | Forsthaus                                                         | Hauptstraße 47 LageFlur: 1, Flurstück: 104                      |              |         | 122571 DDB |
| Bild gesucht BW |                                                                   | Ilbeshäuser Weg 1 LageFlur: 1, Flurstück: 138                   |              |         | 123068 DDB |
| Kalte Mühle     | Kalte Mühle                                                       | Kaltenmühle 1 LageFlur: 8, Flurstück: 14/1                      |              |         | 122529 DDB |
| Bild gesucht BW | Friedhof mit Grabmalen und Gefallenendenkmal                      | Kirchhofsäcker (Winterfeldweg) LageFlur: 1, Flurstück: 37       |              |         | 123071 DDB |
| Bild gesucht BW | Denkstein ehemaliger „Mittelpunkt der Bundesrepublik Deutschland“ | Krumme Äcker LageFlur: 12, Flurstück: 1                         |              |         | 122572 DDB |
| Bild gesucht BW | Pfarrhaus                                                         | Pfarrweg 1 LageFlur: 1, Flurstück: 12/3                         |              |         | 122530 DDB |
| Bild gesucht BW |                                                                   | Pfarrweg 6 LageFlur: 1, Flurstück: 13/1                         |              |         | 123069 DDB |
| Bild gesucht BW |                                                                   | Postweg 2 LageFlur: 1, Flurstück: 128                           |              |         | 123070 DDB |
| Bild gesucht BW | Sogenannte „Villa“                                                | Talstraße 23 LageFlur: 1, Flurstück: 55/7                       |              |         | 123807 DDB |
| Bild gesucht BW |                                                                   | Unterecke 1 LageFlur: 1, Flurstück: 123                         |              |         | 123074 DDB |
| Bild gesucht BW | Altes Pfarrhaus                                                   | Unterecke 2 LageFlur: 1, Flurstück: 18                          |              |         | 123073 DDB |
| Bild gesucht BW |                                                                   | Unterecke 4 LageFlur: 1, Flurstück: 17                          |              |         | 123072 DDB |

### Herbstein
| Bild                                                                          | Bezeichnung                             | Lage | Beschreibung        | Bauzeit | Objekt-Nr. |
| ----------------------------------------------------------------------------- | --------------------------------------- | --- | ------------------- | ------- | ---------- |
| Bild gesucht BW                                                               | Gesamtanlage Herbstein                  | Lage |                     |         | 124175 DDB |
| Bildstock                                                                     | Bildstock                               | Adolph-Kolping-Straße 12 LageFlur: 5, Flurstück: 156/3 |                     |         | 122524 DDB |
| Bild gesucht BW                                                               |                                         | Alter Weg 14 LageFlur: 8, Flurstück: 153/3 |                     |         | 122525 DDB |
| Bild gesucht BW                                                               |                                         | Alter Weg 16 LageFlur: 8, Flurstück: 151 |                     |         | 122526 DDB |
| Bild gesucht BW                                                               | Prozessionsaltar                        | Am Altärchen 2 LageFlur: 9, Flurstück: 144/3 |                     |         | 122527 DDB |
| Bild gesucht BW                                                               |                                         | Am Altärchen 5A LageFlur: 9, Flurstück: 140/2 |                     |         | 122980 DDB |
| Bild gesucht BW                                                               | Kreuz am Müllersweg                     | Am Gallbruchsweg LageFlur: 17, Flurstück: 22/1 |                     |         | 122984 DDB |
| Ehemaliges Schwesternhaus                                                     | Ehemaliges Schwesternhaus               | Am Hain 7 LageFlur: 9, Flurstück: 31/1 |                     |         | 122548 DDB |
| Bild gesucht BW                                                               |                                         | Am Hain 10 LageFlur: 8, Flurstück: 72/1 |                     |         | 122549 DDB |
| Bild gesucht BW                                                               | Ehemalige Schule                        | Am Hain 12 LageFlur: 8, Flurstück: 61/2 |                     |         | 122550 DDB |
| Bild gesucht BW                                                               | Pietà                                   | Am Hain 14 LageFlur: 8, Flurstück: 54 |                     |         | 122981 DDB |
| Bildstock · Bildstock                                                         | Bildstock                               | Am Hain (vor Am Hain 7) LageFlur: 8, Flurstück: 74/3 |                     |         | 122547 DDB |
| Bild gesucht BW                                                               | „Grotte“ Am Kuhweg                      | Am Kuhweg LageFlur: 20, Flurstück: 75 |                     |         | 124464 DDB |
| Bild gesucht BW                                                               | Kreuz am Litzenstrauch                  | Am Litzenstrauch LageFlur: 14, Flurstück: 44 |                     |         | 122982 DDB |
| Bild gesucht BW                                                               | „Börnchen“                              | Am Rasen (Lanzenhainer Straße) LageFlur: 6, Flurstück: 3 |                     |         | 124100 DDB |
| Bild gesucht BW                                                               | Kreuz am Rausch                         | Am Rausch LageFlur: 4, Flurstück: 38 |                     |         | 122983 DDB |
| Bild gesucht BW                                                               | Bildstock am Rothacker                  | Am Rothacker LageFlur: 2, Flurstück: 183 |                     |         | 124463 DDB |
| Am Schlag 1                                                                   |                                         | Am Schlag 1 LageFlur: 9, Flurstück: 37/1 |                     |         | 122523 DDB |
| Am Schlag 5                                                                   |                                         | Am Schlag 5 LageFlur: 9, Flurstück: 33/3 |                     |         | 122533 DDB |
| Am Schlag 7                                                                   |                                         | Am Schlag 7 LageFlur: 9, Flurstück: 32/6 |                     |         | 122513 DDB |
| Bild gesucht BW                                                               |                                         | Am See 1 LageFlur: 7, Flurstück: 80/2 |                     |         | 124409 DDB |
| Bild gesucht BW                                                               | Kreuz und Heiligenhäuschen am Heidegrab | Am steinigen Acker LageFlur: 16, Flurstück: 59 |                     |         | 122985 DDB |
| weitere Bilder                                                                | Evangelische Kirche                     | Amtsgasse 1 LageFlur: 9, Flurstück: 83/1 |                     |         | 122534 DDB |
| Ehemaliges Gerichtsgebäude · Seitenansicht                                    | Ehemaliges Gerichtsgebäude              | Amtsgasse 2 LageFlur: 9, Flurstück: 84/2 |                     |         | 122535 DDB |
| Amtsgasse 5                                                                   |                                         | Amtsgasse 5 LageFlur: 9, Flurstück: 86 |                     |         | 122536 DDB |
| Bild gesucht BW                                                               | Bildstock                               | An den vierzehn Heiligen LageFlur: 14, Flurstück: 118 |                     |         | 122551 DDB |
| Grenzstein Hessen–Darmstadt · Grenzstein Fulda                                | Grenzsteine Fulda, Hessen–Darmstadt     | Außerhalb der Ortslage Lage | ca. 150 Grenzsteine |         | 123860 DDB |
| Bild gesucht BW                                                               | Bildstock                               | Bachweg 2 LageFlur: 10, Flurstück: 79 |                     |         | 122552 DDB |
| Bild gesucht BW                                                               |                                         | Die Langen Gärten LageFlur: 8, Flurstück: 34/1 |                     |         | 122553 DDB |
| Gäßchen 1 · Seitenansicht                                                     |                                         | Gäßchen 1 LageFlur: 9, Flurstück: 10 |                     |         | 122554 DDB |
| Bild gesucht BW                                                               |                                         | Gäßchen 5 LageFlur: 9, Flurstück: 5/3 |                     |         | 124410 DDB |
| Bild gesucht BW                                                               |                                         | Gäßchen 7 LageFlur: 9, Flurstück: 5/2 |                     |         | 122555 DDB |
| Bild gesucht BW                                                               | Ehemalige Heckenmühle                   | Heckenmühlenweg 5 LageFlur: 19, Flurstück: 32/5 |                     |         | 122556 DDB |
| Bild gesucht BW                                                               |                                         | Hessenstraße 26 LageFlur: 10, Flurstück: 49/3 |                     |         | 122989 DDB |
| Bild gesucht BW                                                               |                                         | Hessenstraße 31 LageFlur: 8, Flurstück: 39/3 |                     |         | 124088 DDB |
| Ehemaliges „Gasthaus zum Löwen“ (rechte Seite)                                | Ehemaliges „Gasthaus zum Löwen“         | Hessenstraße 39 LageFlur: 9, Flurstück: 108/6 |                     |         | 122558 DDB |
| Bild gesucht BW                                                               |                                         | Hessenstraße 53 LageFlur: 9, Flurstück: 148/4 |                     |         | 124089 DDB |
| Bild gesucht BW                                                               |                                         | Hessenstraße 55 LageFlur: 8, Flurstück: 267/2 |                     |         | 124090 DDB |
| Bild gesucht BW                                                               |                                         | Hessenstraße 64 LageFlur: 10, Flurstück: 168/3 |                     |         | 124091 DDB |
| Bild gesucht BW                                                               | Ehemalige Molkerei                      | Hessenstraße 65 LageFlur: 7, Flurstück: 112/3 |                     |         | 124092 DDB |
| Bild gesucht BW                                                               | Ehemalige „Villa Kübel“                 | Hessenstraße 67 LageFlur: 7, Flurstück: 111/4 |                     |         | 124093 DDB |
| weitere Bilder                                                                | Kreuzkapelle                            | Im Eichholz LageFlur: 5, Flurstück: 50/2 |                     |         | 757651 DDB |
| Bild gesucht BW                                                               | Bildstock                               | Im Hof 1 LageFlur: 10, Flurstück: 80 |                     |         | 122559 DDB |
| Bild gesucht BW                                                               | Kreuz auf der Kälberweide               | Kälberweide LageFlur: 5, Flurstück: 35/7 |                     |         | 124460 DDB |
| Standbild Johannes Baptist                                                    | Standbild Johannes Baptist              | Kirchplatz LageFlur: 9, Flurstück: 76 |                     |         | 122539 DDB |
| weitere Bilder                                                                | Katholische Kirche St. Jakobus          | Kirchplatz 1 LageFlur: 9, Flurstück: 80 |                     |         | 124011 DDB |
| Katholisches Pfarrhaus · Seitenansicht                                        | Katholisches Pfarrhaus                  | Kirchplatz 4 LageFlur: 9, Flurstück: 77 |                     |         | 122540 DDB |
| Kirchplatz 8                                                                  |                                         | Kirchplatz 8 LageFlur: 9, Flurstück: 73/1 |                     |         | 122541 DDB |
| Kirchplatz 9 (rechte Seite)                                                   |                                         | Kirchplatz 9 LageFlur: 9, Flurstück: 71 |                     |         | 122990 DDB |
| Kirchplatz 10                                                                 |                                         | Kirchplatz 10 LageFlur: 9, Flurstück: 70 |                     |         | 123002 DDB |
| Kirchplatz 11                                                                 |                                         | Kirchplatz 11 LageFlur: 9, Flurstück: 69 |                     |         | 124095 DDB |
| Kirchplatz 13                                                                 |                                         | Kirchplatz 13 LageFlur: 9, Flurstück: 66 |                     |         | 124096 DDB |
| Bild gesucht BW                                                               |                                         | Lange Reihe 4 LageFlur: 8, Flurstück: 219 |                     |         | 124097 DDB |
| Bild gesucht BW                                                               |                                         | Lange Reihe 6 LageFlur: 8, Flurstück: 217 |                     |         | 124098 DDB |
| Lange Reihe 7                                                                 |                                         | Lange Reihe 7 LageFlur: 9, Flurstück: 145/2 |                     |         | 122542 DDB |
| Bild gesucht BW                                                               |                                         | Lange Reihe 8/10 LageFlur: 8, Flurstück: 216 |                     |         | 123007 DDB |
| Lange Reihe 20                                                                |                                         | Lange Reihe 20 LageFlur: 8, Flurstück: 208 |                     |         | 123006 DDB |
| Lange Reihe 26 · Seitenansicht                                                |                                         | Lange Reihe 26 LageFlur: 8, Flurstück: 205 |                     |         | 124099 DDB |
| Lanzenhainer Straße 1                                                         |                                         | Lanzenhainer Straße 1 LageFlur: 9, Flurstück: 75/2 |                     |         | 124324 DDB |
| Lanzenhainer Straße 2                                                         |                                         | Lanzenhainer Straße 2 LageFlur: 9, Flurstück: 95/1 |                     |         | 124101 DDB |
| Ehemalige Schule · Seitenansicht                                              | Ehemalige Schule                        | Lanzenhainer Straße 6A LageFlur: 9, Flurstück: 99/1 |                     |         | 124102 DDB |
| Lanzenhainer Straße 9                                                         |                                         | Lanzenhainer Straße 9, Neutorstraße 1 LageFlur: 9, Flurstück: 25/1, 26 |                     |         | 124103 DDB |
| Lanzenhainer Straße 13 · Ansicht Nordseite                                    |                                         | Lanzenhainer Straße 13 LageFlur: 9, Flurstück: 20/2 |                     |         | 124105 DDB |
| Lanzenhainer Straße 18                                                        | Ehemaliges Spritzenhaus                 | Lanzenhainer Straße 18 LageFlur: 9, Flurstück: 1/2 |                     |         | 124106 DDB |
| Bild gesucht BW                                                               |                                         | Lindenstraße 2 LageFlur: 9, Flurstück: 136 |                     |         | 123001 DDB |
| Bild gesucht BW                                                               |                                         | Lindenstraße 3 LageFlur: 9, Flurstück: 124/3 |                     |         | 123003 DDB |
| Bild gesucht BW                                                               |                                         | Lindenstraße 4 LageFlur: 9, Flurstück: 135 |                     |         | 123004 DDB |
| Lindenstraße 15 · Seitenansicht                                               |                                         | Lindenstraße 15 LageFlur: 9, Flurstück: 101/3 |                     |         | 122543 DDB |
| Ehemaliges Städtisches Backhaus                                               | Ehemaliges Städtisches Backhaus         | Manggasse 2 LageFlur: 9, Flurstück: 106 |                     |         | 122544 DDB |
| Standbild St. Jakobus d. Ä. · Standbild St. Jakobus d. Ä. am Jakobusbrunnen   | Standbild St. Jakobus d. Ä.             | Marktplatz LageFlur: 9, Flurstück: 56/4 |                     |         | 122538 DDB |
| Ehemaliger „Darmstädter Hof“                                                  | Ehemaliger „Darmstädter Hof“            | Marktplatz 1 LageFlur: 9, Flurstück: 55/5 |                     |         | 122545 DDB |
| Ehemaliges Amtshaus                                                           | Ehemaliges Amtshaus                     | Marktplatz 3 LageFlur: 9, Flurstück: 57 |                     |         | 122546 DDB |
| Marktplatz 4                                                                  |                                         | Marktplatz 4 LageFlur: 9, Flurstück: 78/1 |                     |         | 124107 DDB |
| Marktplatz 5                                                                  |                                         | Marktplatz 5 LageFlur: 9, Flurstück: 92/1 |                     |         | 122991 DDB |
| Rathaus und ehemaliges Stadtwirtshaus · Rathaus und ehemaliges Stadtwirtshaus | Rathaus und ehemaliges Stadtwirtshaus   | Marktplatz 6/7 LageFlur: 9, Flurstück: 90, 91 |                     |         | 122537 DDB |
| Neutorstraße 2                                                                |                                         | Neutorstraße 2 LageFlur: 9, Flurstück: 22/4 |                     |         | 124108 DDB |
| STATT–Museum · Exponate                                                       | „Fastnachts– und STATT–Museum“          | Obergasse 5 LageFlur: 9, Flurstück: 50/1 |                     |         | 124109 DDB |
| Obergasse 6                                                                   |                                         | Obergasse 6 LageFlur: 9, Flurstück: 38/1 |                     |         | 124110 DDB |
| Obergasse 11 (2016)                                                           |                                         | Obergasse 11 LageFlur: 9, Flurstück: 45/2 |                     |         | 815619 DDB |
| Bild gesucht BW                                                               | Ehemaliges Gefängnis                    | Obergasse 21, Stadtmauer LageFlur: 9, Flurstück: 40/1, 47/4, 47/6 |                     |         | 123000 DDB |
| Bild gesucht BW                                                               | Gedenkstein                             | Rauschweg 8 (Im Engwertzer Grund) LageFlur: 5, Flurstück: 233/2 |                     |         | 124461 DDB |
| Bild gesucht BW                                                               |                                         | Rixfelder Straße 11 LageFlur: 10, Flurstück: 84 |                     |         | 122997 DDB |
| Bild gesucht BW                                                               |                                         | Rixfelder Straße 13 LageFlur: 10, Flurstück: 85 |                     |         | 122996 DDB |
| Bild gesucht BW                                                               |                                         | Rixfelder Straße 18 LageFlur: 10, Flurstück: 67 |                     |         | 122995 DDB |
| Bild gesucht BW                                                               | Kreuz                                   | Rixfelder Straße (vor An der Amtswiese 2) LageFlur: 10, Flurstück: 93/3 |                     |         | 122998 DDB |
| Bildstock                                                                     | Bildstock                               | Scheerwasser (gegenüber Am Scheerwasser Nr. 20) LageFlur: 11, Flurstück: 82/3                                                                                               |                     |         | 122531 DDB |
| Bild gesucht BW                                                               | Brücke über das Scheerwasser            | Scheerwasser (Hessenstraße, B275) LageFlur: 7, Flurstück: 16/2 |                     |         | 122557 DDB |
| weitere Bilder                                                                | Stadtbefestigung                        | Stadtmauer, Obergasse, Manggasse 2, Lanzenhainer Straße 6A, Hessenstraße, Am Schlag LageFlur: 9, 10, Flurstück: 106, 32/7, 34/2, 37/2, 47/1, 47/2, 47/3, 83/3, 99/1, 159/34 |                     |         | 122561 DDB |
| Bild gesucht BW                                                               | Samuel-Ruhl-Gedenkstein                 | Über den Hirthswiesen LageFlur: 11, Flurstück: 18/1 |                     |         | 122988 DDB |
| Bild gesucht BW                                                               | Kreuz                                   | Vor dem Hain 4 LageFlur: 8, Flurstück: 76 |                     |         | 122999 DDB |
| Bild gesucht BW                                                               | Ehemaliges Bahnviadukt                  | Vulkan-Radweg (Zum Hegwald) LageFlur: 11, Flurstück: 111, 118, 119, 133/1                                                                                                   |                     |         | 122992 DDB |
| Evangelisches Pfarrhaus                                                       | Evangelisches Pfarrhaus                 | Wallweg 1 LageFlur: 8, Flurstück: 36/1 |                     |         | 124111 DDB |
| Bild gesucht BW                                                               |                                         | Wallweg 4 LageFlur: 8, Flurstück: 42/3 |                     |         | 122994 DDB |
| Friedhof                                                                      | Friedhof                                | Wälschenstraße 1 LageFlur: 8, Flurstück: 4 |                     |         | 122562 DDB |
| Ehemalige Weißmühle                                                           | Ehemalige Weißmühle                     | Weißmühle 1, Mühlgraben LageFlur: 18, Flurstück: 39/1, 39/6, 49 |                     |         | 123005 DDB |
| Bild gesucht BW                                                               |                                         | Zum Gallberg 2 LageFlur: 7, Flurstück: 119/8 |                     |         | 124379 DDB |
| Bild gesucht BW                                                               |                                         | Zum Gallberg 3 LageFlur: 8, Flurstück: 274 |                     |         | 122993 DDB |
| Bild gesucht BW                                                               | Skulptur St. Hermann Joseph             | Zum Thermalbad LageFlur: 5, Flurstück: 32/2 |                     |         | 124327 DDB |
| Bildstock                                                                     | Bildstock                               | Zum Thermalbad 1 LageFlur: 5, Flurstück: 35/3 |                     |         | 122563 DDB |
| Bild gesucht BW                                                               | Heiligenhäuschen                        | Zum Thermalbad 5 LageFlur: 5, Flurstück: 35/5 |                     |         | 122987 DDB |

### Lanzenhain
| Bild                  | Bezeichnung                    | Lage                                                               | Beschreibung | Bauzeit                   | Objekt-Nr. |
| --------------------- | ------------------------------ | ------------------------------------------------------------------ | ------------ | ------------------------- | ---------- |
| Bild gesucht BW       | Gesamtanlage Lanzenhain        | Lage                                                               |              |                           | 124176 DDB |
| Bild gesucht BW       | Ehemalige Obere Mühle          | Am Mühlbach 4, Mühlgraben LageFlur: 1, Flurstück: 200, 201         |              |                           | 123859 DDB |
| Feuerwehrgerätehaus   | Feuerwehrgerätehaus            | Am Steg 2 LageFlur: 1, Flurstück: 57                               |              | 1963                      | 124432 DDB |
| weitere Bilder        | Evangelische Kirche            | Eichelhainer Straße 1 LageFlur: 1, Flurstück: 21                   |              | 1630–1631, 1770 verändert | 123863 DDB |
| weitere Bilder        | Ehemalige Schule               | Eichelhainer Straße 2 LageFlur: 1, Flurstück: 4                    |              |                           | 123864 DDB |
| Bild gesucht BW       | Krieger– und Gefallenendenkmal | Hausplatz LageFlur: 1, Flurstück: 207                              |              |                           | 123865 DDB |
| Bild gesucht BW       | Untere Mühle                   | Herbsteiner Straße 22, Ellersbach LageFlur: 1, Flurstück: 59/1, 87 |              |                           | 124378 DDB |
| Bild gesucht BW       |                                | Herbsteiner Straße 23 LageFlur: 1, Flurstück: 48                   |              |                           | 123866 DDB |
| Bild gesucht BW       | Sachteil Giebelwand            | Herbsteiner Straße 25 LageFlur: 1, Flurstück: 44                   |              |                           | 123867 DDB |
| Bild gesucht BW       |                                | Herbsteiner Straße 27 LageFlur: 1, Flurstück: 41/1                 |              |                           | 123868 DDB |
| Herbsteiner Straße 31 |                                | Herbsteiner Straße 31 LageFlur: 1, Flurstück: 25                   |              |                           | 123869 DDB |
| Bild gesucht BW       |                                | Herbsteiner Straße 32 LageFlur: 1, Flurstück: 58                   |              |                           | 123870 DDB |
| weitere Bilder        |                                | Herbsteiner Straße 35 LageFlur: 1, Flurstück: 218                  |              |                           | 123871 DDB |
| Bild gesucht BW       |                                | Herbsteiner Straße 37 LageFlur: 1, Flurstück: 216/5                |              |                           | 123872 DDB |
| Bild gesucht BW       |                                | Hochwaldhäuser Straße 11 LageFlur: 1, Flurstück: 99/1              |              |                           | 124431 DDB |
| Bild gesucht BW       |                                | Ilmenweg 2 LageFlur: 1, Flurstück: 26                              |              |                           | 123873 DDB |
| Bild gesucht BW       |                                | Kanalstraße 10 LageFlur: 1, Flurstück: 139/3                       |              |                           | 124430 DDB |
| Backhaus              | Backhaus                       | Mittelstraße 2 LageFlur: 1, Flurstück: 72                          |              |                           | 123874 DDB |
| Bild gesucht BW       |                                | Mittelstraße 3 LageFlur: 1, Flurstück: 69/3                        |              |                           | 123875 DDB |
| Neuer Weg 1           |                                | Neuer Weg 1 LageFlur: 1, Flurstück: 42/3                           |              |                           | 123876 DDB |
| Oberdorfstraße 2      |                                | Oberdorfstraße 2 LageFlur: 1, Flurstück: 79                        |              |                           | 123877 DDB |
| Bild gesucht BW       |                                | Oberdorfstraße 4 LageFlur: 1, Flurstück: 73                        |              |                           | 123878 DDB |
| Bild gesucht BW       |                                | Oberdorfstraße 7 LageFlur: 1, Flurstück: 205                       |              |                           | 123879 DDB |
| Bild gesucht BW       |                                | Oberdorfstraße 9 LageFlur: 1, Flurstück: 204                       |              |                           | 123880 DDB |
| Bild gesucht BW       |                                | Oberdorfstraße 11 LageFlur: 1, Flurstück: 190                      |              |                           | 123881 DDB |
| Bild gesucht BW       | Wasserwerk                     | Süße Rain LageFlur: 6, Flurstück: 63                               |              |                           | 123862 DDB |
| Bild gesucht BW       | Peststein                      | Unter dem Hirzhain Lichtebruch LageFlur: 26, Flurstück: 1/1        |              |                           | 123861 DDB |

### Rixfeld
| Bild            | Bezeichnung                                        | Lage                                                                                | Beschreibung | Bauzeit   | Objekt-Nr. |
| --------------- | -------------------------------------------------- | ----------------------------------------------------------------------------------- | ------------ | --------- | ---------- |
| Bild gesucht BW | Gesamtanlage Rixfeld                               | Lage                                                                                |              |           | 124177 DDB |
| weitere Bilder  | Ehemaliger Bahnhof und Güterschuppen               | Am Bahnhof 1, Am Bahnhof 3 LageFlur: 10, Flurstück: 38/1, 75/4                      |              |           | 123008 DDB |
| Bild gesucht BW |                                                    | Am Bahnhof 8, Am Bahnhof LageFlur: 12, Flurstück: 62/1, 64/1                        |              |           | 123009 DDB |
| Bild gesucht BW | Galgen                                             | Am Blankenbaum hinter der Bahn LageFlur: 10, Flurstück: 30                          |              |           | 123010 DDB |
| Bild gesucht BW | Friedhof mit Portal, Grabmal und Gefallenendenkmal | Am Horst (Michelsteinweg), Horstäcker am Friedhof LageFlur: 1, 6, Flurstück: 91, 36 |              |           | 123019 DDB |
| Bild gesucht BW |                                                    | Im Ranzendorf 6 LageFlur: 1, Flurstück: 187                                         |              |           | 123011 DDB |
| Bild gesucht BW |                                                    | Im Ranzendorf 8 LageFlur: 1, Flurstück: 190/4                                       |              |           | 123012 DDB |
| Bild gesucht BW |                                                    | Klingelsweg 2 LageFlur: 1, Flurstück: 24                                            |              |           | 123018 DDB |
| Bild gesucht BW |                                                    | Ruogisesfelder Weg 1 LageFlur: 1, Flurstück: 55/3                                   |              |           | 123020 DDB |
| Bild gesucht BW |                                                    | Schulstraße 10 LageFlur: 1, Flurstück: 31/2                                         |              |           | 123021 DDB |
| Bild gesucht BW |                                                    | Schulstraße 12 LageFlur: 1, Flurstück: 30                                           |              |           | 123022 DDB |
| Bild gesucht BW | Alte Schule                                        | Schulstraße 14 LageFlur: 1, Flurstück: 29/1                                         |              |           | 123023 DDB |
| Bild gesucht BW | Ehemalige Schule                                   | Schulstraße 16 LageFlur: 1, Flurstück: 28/5                                         |              |           | 123024 DDB |
| Bild gesucht BW |                                                    | Schulstraße 36 LageFlur: 1, Flurstück: 73/1                                         |              |           | 123025 DDB |
| Bild gesucht BW |                                                    | Vogelsbergstraße 20 LageFlur: 1, Flurstück: 12/2                                    |              |           | 123017 DDB |
| Bild gesucht BW |                                                    | Vogelsbergstraße 22 LageFlur: 1, Flurstück: 14/1                                    |              |           | 123016 DDB |
| weitere Bilder  | Evangelische Kirche                                | Vogelsbergstraße 30 LageFlur: 1, Flurstück: 34/1                                    |              | 1951–1954 | 123013 DDB |
| Bild gesucht BW |                                                    | Vogelsbergstraße 34 LageFlur: 1, Flurstück: 36/2                                    |              |           | 123014 DDB |
| Bild gesucht BW |                                                    | Vogelsbergstraße 36 LageFlur: 1, Flurstück: 37/1                                    |              |           | 123015 DDB |
| Bild gesucht BW |                                                    | Vogelsbergstraße 50, Vogelsbergstraße 52 LageFlur: 1, Flurstück: 52/1, 53/1         |              |           | 124371 DDB |

### Schadges
| Bild            | Bezeichnung                                     | Lage                                                             | Beschreibung | Bauzeit | Objekt-Nr. |
| --------------- | ----------------------------------------------- | ---------------------------------------------------------------- | ------------ | ------- | ---------- |
| Bild gesucht BW |                                                 | Alte Dorfstraße 2 LageFlur: 1, Flurstück: 10/5                   |              |         | 124370 DDB |
| Bild gesucht BW |                                                 | Alte Dorfstraße 9 LageFlur: 1, Flurstück: 4/1                    |              |         | 123058 DDB |
| Bild gesucht BW | Ehemalige Mühle, später riedeselische Försterei | Alte Dorfstraße 11, Alte Dorfstraße 13 LageFlur: 1, Flurstück: 2 |              |         | 123060 DDB |
| Bild gesucht BW |                                                 | Alte Dorfstraße 12 LageFlur: 1, Flurstück: 1/1                   |              |         | 123059 DDB |
| Bild gesucht BW |                                                 | Brückenstraße 13 LageFlur: 1, Flurstück: 97                      |              |         | 123061 DDB |
| Bild gesucht BW |                                                 | Brückenstraße 14 LageFlur: 1, Flurstück: 93                      |              |         | 123062 DDB |
| Bild gesucht BW |                                                 | Eichenweg 2 LageFlur: 1, Flurstück: 39/3                         |              |         | 123063 DDB |
| Bild gesucht BW | Ehemalige Schule                                | Falterweg 1 LageFlur: 1, Flurstück: 90/2                         |              |         | 123064 DDB |
| Bild gesucht BW |                                                 | Stockhäuser Straße 22 LageFlur: 1, Flurstück: 55/5               |              |         | 123066 DDB |
| Bild gesucht BW |                                                 | Stockhäuser Straße 24 LageFlur: 1, Flurstück: 59/2               |              |         | 123067 DDB |
| Bild gesucht BW | Friedhof, Gefallenendenkmal                     | Stockhäuser Straße (bei Nummer 6) LageFlur: 1, Flurstück: 29     |              |         | 123065 DDB |

### Schlechtenwegen
| Bild            | Bezeichnung                                | Lage                                                                        | Beschreibung | Bauzeit | Objekt-Nr. |
| --------------- | ------------------------------------------ | --------------------------------------------------------------------------- | ------------ | ------- | ---------- |
| Bild gesucht BW | Brücke über die Altfell                    | Altefeld (Steinfurter–/Altenschlirfer Straße) LageFlur: 1, Flurstück: 40/1  |              |         | 124112 DDB |
| Bild gesucht BW |                                            | Altenschlirfer Straße 16 LageFlur: 1, Flurstück: 16/1                       |              |         | 124385 DDB |
| Bild gesucht BW |                                            | Altenschlirfer Straße 26 LageFlur: 1, Flurstück: 10/1                       |              |         | 122514 DDB |
| Bild gesucht BW |                                            | Am Kirchberg 1 LageFlur: 2, Flurstück: 26/2                                 |              |         | 122468 DDB |
| weitere Bilder  | Evangelische Kirche, Friedhof, Grabdenkmal | Am Kirchberg 4 LageFlur: 2, Flurstück: 34                                   |              |         | 122516 DDB |
| Bild gesucht BW |                                            | Am Kirchberg 6 LageFlur: 2, Flurstück: 30                                   |              |         | 122517 DDB |
| Bild gesucht BW | Ehemalige Mühle                            | Am Mühlweg 18 LageFlur: 1, Flurstück: 51/4                                  |              |         | 122520 DDB |
| Bild gesucht BW |                                            | Buchwälder Weg 3 LageFlur: 2, Flurstück: 41/2                               |              |         | 757414 DDB |
| Bild gesucht BW |                                            | Hofstraße 2 LageFlur: 2, Flurstück: 24/1                                    |              |         | 757411 DDB |
| Bild gesucht BW |                                            | Im Dorf 12 LageFlur: 2, Flurstück: 2                                        |              |         | 122519 DDB |
| Bild gesucht BW | Ehemalige Schule                           | Schoberweg 2 LageFlur: 2, Flurstück: 40                                     |              |         | 122521 DDB |
| Bild gesucht BW | Alte Schule                                | Steinfurter Straße 2 LageFlur: 2, Flurstück: 21/3                           |              |         | 122522 DDB |
| Bild gesucht BW |                                            | Steinfurter Straße 5 LageFlur: 2, Flurstück: 8/1                            |              |         | 124113 DDB |
| Bild gesucht BW |                                            | Steinfurter Straße 7 LageFlur: 2, Flurstück: 9/1                            |              |         | 124114 DDB |
| Bild gesucht BW |                                            | Steinfurter Straße 9, Steinfurter Straße LageFlur: 2, Flurstück: 10/6, 10/7 |              |         | 124115 DDB |
| Bild gesucht BW |                                            | Steinfurter Straße 17 LageFlur: 2, Flurstück: 17/1                          |              |         | 124116 DDB |
| Bild gesucht BW |                                            | Steinfurter Straße 18 LageFlur: 2, Flurstück: 37/1                          |              |         | 122523 DDB |

### Steinfurt
| Bild                              | Bezeichnung                       | Lage                                                     | Beschreibung | Bauzeit | Objekt-Nr. |
| --------------------------------- | --------------------------------- | -------------------------------------------------------- | ------------ | ------- | ---------- |
| Bild gesucht BW                   |                                   | An der Tränke 4 LageFlur: 1, Flurstück: 41/7             |              |         | 122581 DDB |
| Ehemaliges Spritzenhaus und Waage | Ehemaliges Spritzenhaus und Waage | Glockenweg 5 LageFlur: 1, Flurstück: 3                   |              |         | 122573 DDB |
| Bild gesucht BW                   | Ehemalige Schule                  | Heisterser Straße 5 LageFlur: 1, Flurstück: 60/2         |              |         | 122574 DDB |
| Bild gesucht BW                   |                                   | Heisterser Straße 11 LageFlur: 1, Flurstück: 35/2        |              |         | 122575 DDB |
| Alte Schule                       | Alte Schule                       | Milchstraße 4 LageFlur: 1, Flurstück: 1                  |              |         | 122469 DDB |
| Bild gesucht BW                   |                                   | Schlechtenwegener Straße 10 LageFlur: 1, Flurstück: 72   |              |         | 124402 DDB |
| Bild gesucht BW                   |                                   | Schlechtenwegener Straße 12 LageFlur: 1, Flurstück: 73   |              |         | 122580 DDB |
| Bild gesucht BW                   | Brücke über die Schwarza          | Steigerweg, Schwarza LageFlur: 1, Flurstück: 111/5, 20/5 |              |         | 122576 DDB |
| Bild gesucht BW                   |                                   | Steigerweg 6 LageFlur: 1, Flurstück: 15                  |              |         | 122579 DDB |
| Bild gesucht BW                   | Back– und Gefrierhaus             | Untergasse 3 LageFlur: 1, Flurstück: 31                  |              |         | 122577 DDB |
| Bild gesucht BW                   | Gefallenendenkmal                 | Zum Langen Rain 1 LageFlur: 1, Flurstück: 82             |              |         | 122578 DDB |

### Stockhausen
| Bild                              | Bezeichnung                               | Lage                                                                 | Beschreibung | Bauzeit | Objekt-Nr. |
| --------------------------------- | ----------------------------------------- | -------------------------------------------------------------------- | ------------ | ------- | ---------- |
| Bild gesucht BW                   | Gesamtanlage Stockhausen I, Überdorf      | Lage                                                                 |              |         | 124225 DDB |
| Bild gesucht BW                   | Gesamtanlage Stockhausen II, Oberdorf     | Lage                                                                 |              |         | 124226 DDB |
| Schule                            | Schule                                    | Am Bockelberg 1 LageFlur: 2, Flurstück: 1/1                          |              | 1837/38 | 122585 DDB |
| Bild gesucht BW                   | Pfarrhaus                                 | Am Bockelberg 2 LageFlur: 2, Flurstück: 66/1                         |              |         | 122586 DDB |
| weitere Bilder                    | Evangelische Kirche und Gefallenendenkmal | Am Bockelberg 4 LageFlur: 2, Flurstück: 67/1                         |              |         | 123055 DDB |
| Bild gesucht BW                   | Ehemalige Schule                          | Am Bockelberg 6 LageFlur: 2, Flurstück: 68/5                         |              |         | 122587 DDB |
| Bild gesucht BW                   |                                           | Am Langen Garten 23 LageFlur: 1, Flurstück: 44/1                     |              |         | 122588 DDB |
| Bild gesucht BW                   |                                           | Am Weinberg 1 LageFlur: 2, Flurstück: 58                             |              |         | 123057 DDB |
| Bild gesucht BW                   | Ehemaliger Schafhof                       | Am Weinberg 2 LageFlur: 2, Flurstück: 42/20                          |              |         | 123058 DDB |
| Bild gesucht BW                   |                                           | Berggasse 3 LageFlur: 1, Flurstück: 107                              |              |         | 123040 DDB |
| Bild gesucht BW                   |                                           | Berggasse 9 LageFlur: 1, Flurstück: 104/2                            |              |         | 123041 DDB |
| Bild gesucht BW                   |                                           | Berggasse 11 LageFlur: 1, Flurstück: 103/1                           |              |         | 123042 DDB |
| Bild gesucht BW                   |                                           | Berggasse 13 LageFlur: 1, Flurstück: 102/3                           |              |         | 123043 DDB |
| Bild gesucht BW                   |                                           | Berggasse 14 LageFlur: 1, Flurstück: 21                              |              |         | 123035 DDB |
| Bild gesucht BW                   |                                           | Berggasse 15 LageFlur: 1, Flurstück: 101/3                           |              |         | 123044 DDB |
| Bild gesucht BW                   |                                           | Berggasse 17 LageFlur: 1, Flurstück: 100/2                           |              |         | 123039 DDB |
| Bild gesucht BW                   |                                           | Berggasse 19 LageFlur: 1, Flurstück: 98                              |              |         | 123034 DDB |
| Bild gesucht BW                   |                                           | Berggasse 21 LageFlur: 1, Flurstück: 97/1                            |              |         | 122615 DDB |
| Bild gesucht BW                   |                                           | Berggasse 23, Berggasse 23A LageFlur: 1, Flurstück: 95               |              |         | 122616 DDB |
| Bild gesucht BW                   |                                           | Berggasse 29 LageFlur: 1, Flurstück: 30                              |              |         | 124063 DDB |
| Bild gesucht BW                   |                                           | Engeweg 4 LageFlur: 1, Flurstück: 219/1                              |              |         | 124062 DDB |
| Bild gesucht BW                   |                                           | Hintergasse 3 LageFlur: 1, Flurstück: 10/1                           |              |         | 124372 DDB |
| Bild gesucht BW                   |                                           | Hintergasse 8 LageFlur: 1, Flurstück: 217/1                          |              |         | 122617 DDB |
| Bild gesucht BW                   |                                           | Hintergasse 9 LageFlur: 1, Flurstück: 15                             |              |         | 122618 DDB |
| Bild gesucht BW                   |                                           | Kehrweg 2 LageFlur: 2, Flurstück: 22                                 |              |         | 122619 DDB |
| Bild gesucht BW                   |                                           | Kehrweg 4 LageFlur: 1, Flurstück: 21                                 |              |         | 122620 DDB |
| weitere Bilder                    | Konradshöhe                               | Konradshöhe, Untere Brandwiese LageFlur: 16, Flurstück: 3, 5, 6, 7/1 |              |         | 122583 DDB |
| Bild gesucht BW                   | Kreppelstein                              | Kreppelstein LageFlur: 12, Flurstück: 76/1                           |              |         | 122584 DDB |
| Bild gesucht BW                   |                                           | Mühlweg 1 LageFlur: 1, Flurstück: 120                                |              |         | 122621 DDB |
| Bild gesucht BW                   |                                           | Mühlweg 2 LageFlur: 1, Flurstück: 117/1                              |              |         | 124117 DDB |
| weitere Bilder                    | Schloss und Park Stockhausen              | Müser Straße 1 LageFlur: 2, Flurstück: 39, 40                        |              |         | 123056 DDB |
| Ehemaliges Hofgut, Wirtschaftshof | Ehemaliges Hofgut Stockhausen             | Müser Straße 1 LageFlur: 1, Flurstück: 12,/15, 38/2, 39, 40          |              |         | 123037 DDB |
| Bild gesucht BW                   |                                           | Müser Straße 4 LageFlur: 1, Flurstück: 121/1, 121/2                  |              |         | 122622 DDB |
| Bild gesucht BW                   |                                           | Müser Straße 5 LageFlur: 1, Flurstück: 112                           |              |         | 124118 DDB |
| Bild gesucht BW                   |                                           | Müser Straße 6 LageFlur: 1, Flurstück: 123/3                         |              |         | 124373 DDB |
| Bild gesucht BW                   | „Schlossschmidt“                          | Müser Straße 9 LageFlur: 1, Flurstück: 109/3                         |              |         | 122623 DDB |
| Bild gesucht BW                   |                                           | Müser Straße 10 LageFlur: 1, Flurstück: 126                          |              |         | 123036 DDB |
| Bild gesucht BW                   |                                           | Müser Straße 12 LageFlur: 1, Flurstück: 129/9                        |              |         | 122624 DDB |
| Bild gesucht BW                   | Sachteil Türgewände                       | Müser Straße 27 LageFlur: 1, Flurstück: 233                          |              |         | 123045 DDB |
| Bild gesucht BW                   | Ehemaliges Forsthaus                      | Müser Straße 32 LageFlur: 1, Flurstück: 204/5                        |              |         | 124119 DDB |
| Bild gesucht BW                   |                                           | Müser Straße 40 LageFlur: 1, Flurstück: 196                          |              |         | 124120 DDB |
| Niederndorf 1                     |                                           | Niederndorf 1 LageFlur: 8, Flurstück: 13                             |              |         | 123046 DDB |
| Niederndorf 2                     |                                           | Niederndorf 2 LageFlur: 8, Flurstück: 14                             |              |         | 123047 DDB |
| Bild gesucht BW                   |                                           | Oberstraße 1 LageFlur: 1, Flurstück: 12                              |              |         | 123048 DDB |
| Ehemalige Schlagmühle             | Ehemalige Schlagmühle und Wasserwerk      | Schlagmühle 1, Eichwiese LageFlur: 16, Flurstück: 4/1, 4/2           |              |         | 122582 DDB |
| Bild gesucht BW                   |                                           | Schloßstraße 2 LageFlur: 2, Flurstück: 20                            |              |         | 122625 DDB |
| Bild gesucht BW                   | Ehemalige Post                            | Schloßstraße 5 LageFlur: 2, Flurstück: 3/1                           |              |         | 123049 DDB |
| Bild gesucht BW                   |                                           | Schloßstraße 6 LageFlur: 2, Flurstück: 18/2                          |              |         | 123050 DDB |
| Bild gesucht BW                   |                                           | Südstraße 1 LageFlur: 1, Flurstück: 34                               |              |         | 123051 DDB |
| Bild gesucht BW                   | Hof Vietmes                               | Vietmes 1 LageFlur: 13, Flurstück: 15/1                              |              |         | 122589 DDB |
| Bild gesucht BW                   |                                           | Welzgasse LageFlur: 2, Flurstück: 32/1                               |              |         | 122590 DDB |
| Bild gesucht BW                   |                                           | Welzgasse 2 LageFlur: 2, Flurstück: 31/3                             |              |         | 122591 DDB |
| Bild gesucht BW                   |                                           | Welzgasse 3 LageFlur: 2, Flurstück: 25                               |              |         | 122592 DDB |
| Bild gesucht BW                   |                                           | Welzgasse 4 LageFlur: 2, Flurstück: 35/1                             |              |         | 123053 DDB |
| Bild gesucht BW                   |                                           | Welzgasse 6 LageFlur: 2, Flurstück: 36                               |              |         | 123054 DDB |
| Bild gesucht BW                   |                                           | Welzgasse 7 LageFlur: 2, Flurstück: 27/1                             |              |         | 123052 DDB |
| Bild gesucht BW                   |                                           | Welzgasse 8 LageFlur: 2, Flurstück: 37                               |              |         | 122593 DDB |